# 杜比謝 (基韋爾齊區)
50°48′35″N 25°48′40″E / 50.80972°N 25.81111°E
杜比謝（烏克蘭語：Дубище），是烏克蘭的村落，位於該國西部沃倫州，由盧茨克區負責管轄，始建於1888年，面積1.4平方公里，海拔高度178米，2001年人口355，人口密度每平方公里253.03人。